# Casa Presei Libere

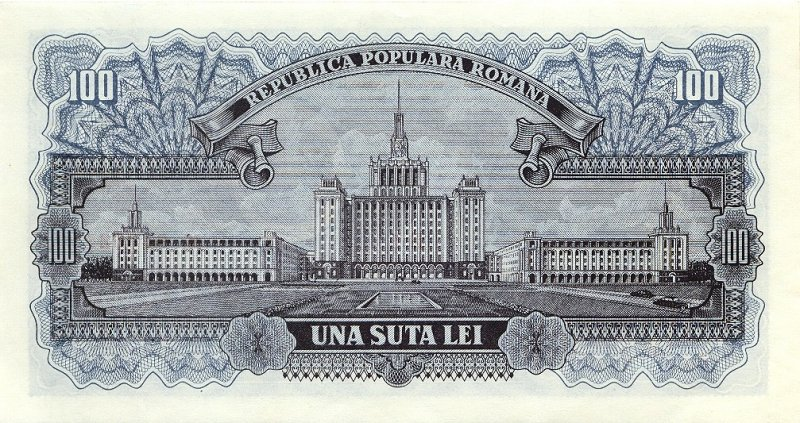
La Casa Scînteii représentée sur le revers du billet de 100 lei émis en 1952, en circulation jusqu'en 1966.

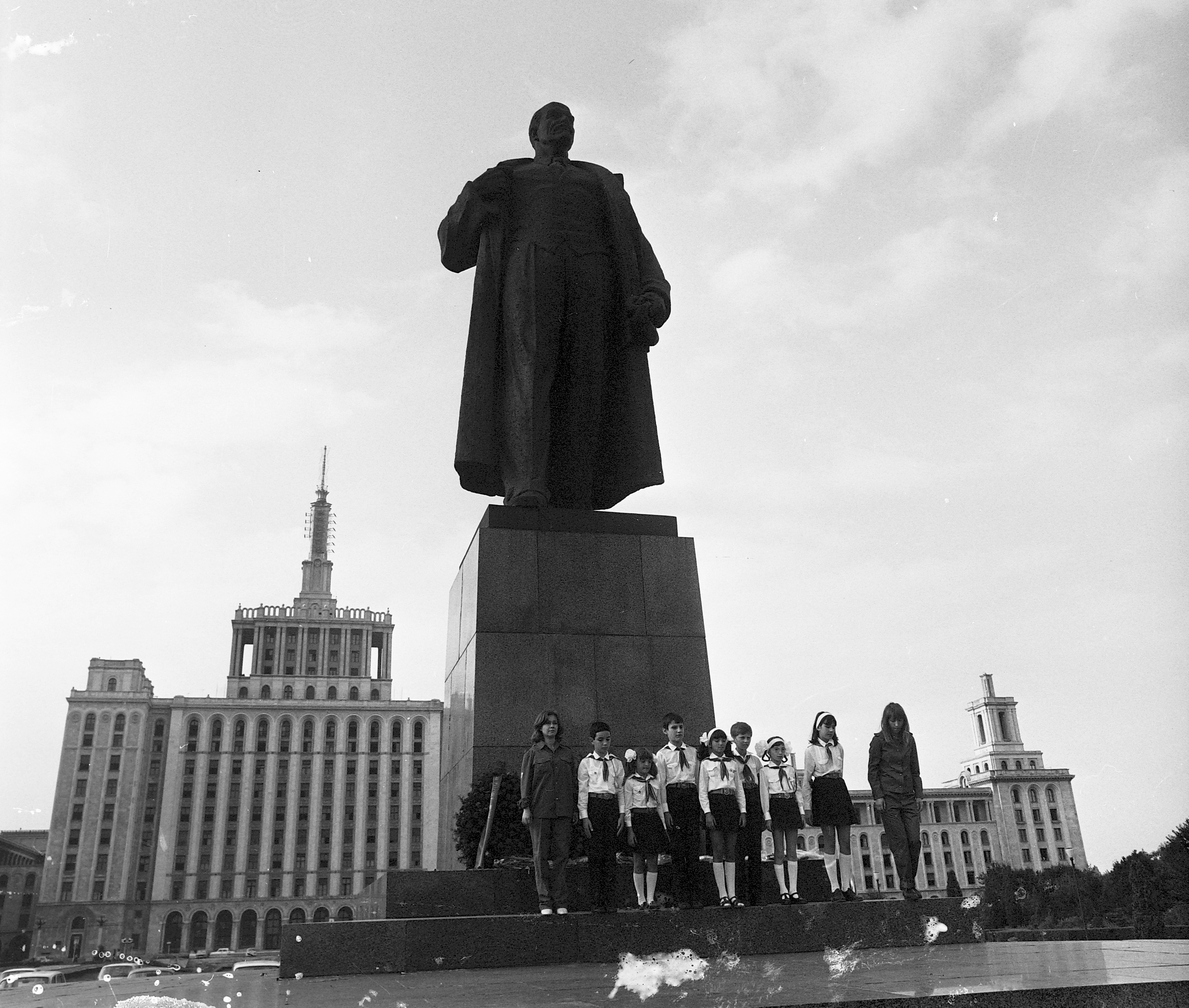
La Casa Scînteii en 1977 avec des pionniers et leur enseignante en piquet d'honneur devant la statue géante de Lénine.

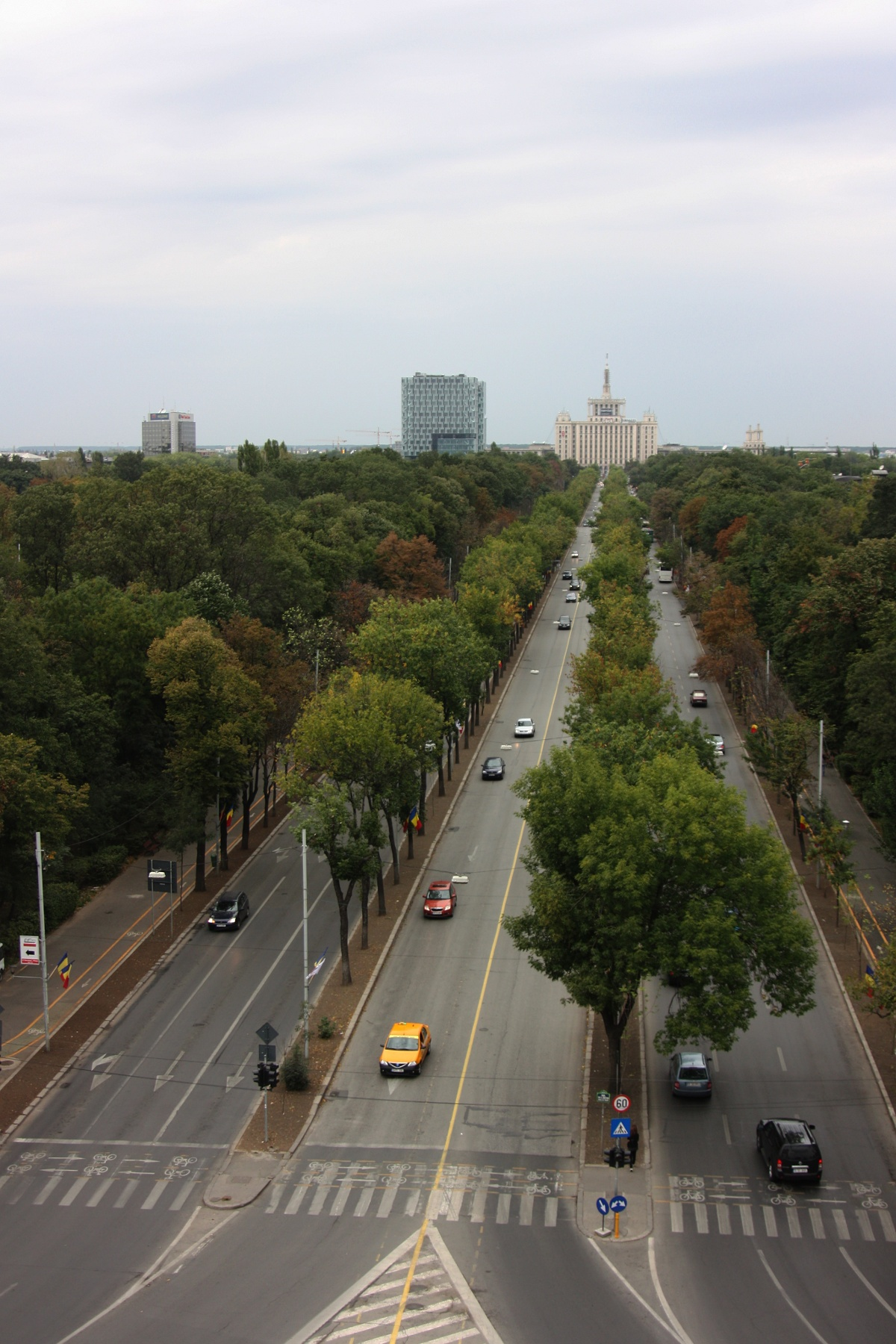
Panorama vers la Casa Presei Libere depuis l'Arc de triomphe avec la Chaussée Kiseleff.

La « maison de la Presse libre » (en roumain : ''Casa Presei Libere''), initialement connue sous le nom Casa Scînteii, est un gratte-ciel stalinien situé au nord de Bucarest. Il détient le record de la plus haute structure de la ville entre 1956 et 2007.

## Historique
Un hippodrome est construit en 1905 sur le futur site de la Casa Presei Libere. Un tiers de l'hippodrome fait place en 1950 à la première aile du bâtiment, et les dernières tribunes sont démolies en 1960, selon les décisions de Gheorghe Gheorghiu-Dej.
Le bâtiment est construit en cinq ans (1952-1957), conçu par l'architecte Horia Maicu (ro). Entre 1949 et 1954, le chef de projet est Panaite Mazilu (ro). Le bâtiment est destiné à abriter l'ensemble des publications et médias roumains (alors tous d'État et tous communistes), le journal Scînteia, organe du Comité central du Parti communiste roumain, occupant la moitié de l'espace. L'antenne de l'édifice est, depuis 1956, l'émetteur de la Télévision roumaine.
Initialement nommé Complexul Casa Scînteii (« complexe Casa Scânteii », génitif de Scînteia), le bâtiment est rebaptisé en 1989 Casa Presei Libere (soit « Maison de la presse libre »), après la chute de la dictature et multiplie ses fonctions. La Bourse de Bucarest est située dans l'aile sud entre 1994 et 1999.
L'institution Combinatul Poligrafic Casa Scînteii „I.V.Stalin" (« Imprimerie Casa Scînteii Staline ») est devenue, après 1989, la Regia Autonomă a Imprimeriilor „Coresi” (« Régie autonome d'imprimerie Coresi »). En février 1999, elle est rebaptisée Compania Națională a Imprimeriilor Coresi (« Compagnie nationale d'imprimerie Coresi »),.
Le 21 avril 1960, une statue géante de Lénine (ro), réalisée par le sculpteur roumain Boris Caragea (ro), est placée en face de l'immeuble. Cependant, cette statue est enlevée le 3 mars 1990, après la révolution roumaine de 1989, comme beaucoup d'autres monuments dédiés à Lénine à la chute du bloc de l'Est. Après être longtemps resté vide, le piédestal de la statue a ensuite accueilli une statue plus petite, représentant un Lénine du cou duquel sortaient des serpents, comme les têtes de l'Hydre de Lerne, évoquant les crimes commis par le régime au nom du communisme triomphant. Cette sculpture resta là jusqu'en mai 2016 lorsqu'un monument à la mémoire des résistants anti-totalitaires fut inauguré par le président Klaus Iohannis.

## Architecture
L'immeuble occupe une superficie de 280 m sur 260 m, sa surface totale construite étant 32 000 m2 pour un volume de 735 000 m3. Il mesure 91,6 m de haut, sans l'antenne de télévision, qui mesure 12,4 m, portant la hauteur totale à 104 m.
La Casa Scînteii est le premier bâtiment à présenter une résistance aux séismes, en tenant compte de normes plus anciennes, italiennes, de l'époque de Mussolini.
Le bâtiment est conçu pour être fonctionnel, comprenant de nombreuses chambres et un espace bureau.
L'architecture est inspirée des gratte-ciel staliniens mais le bâtiment présente des éléments d'inspiration locale. Une autre différence par rapport à l'inspiration soviétique est que la construction de Bucarest s'étend horizontalement beaucoup plus que les gratte-ciel moscovites : la partie horizontale est cinq fois plus grande que la verticale, contre 2,5 pour les constructions moscovites. Cela signifie que le rapport horizontal/vertical du bâtiment est deux fois plus élevé, en faveur du développement horizontal. Cette différence a un effet significatif, non seulement visuellement, mais aussi psychologiquement.

## Avatar
La Casa Scînteii a largement inspiré la Casa Poporului (« Maison du Peuple », construite à partir de 1984 et totalement inaccessible au peuple en l'absence de portes extérieures, l'accès, réservé aux dirigeants, se faisant par des rampes menant aux souterrains). Mais la copie est beaucoup plus imposante que l'original, avec une surface au sol de 45 000 m2, soit 270 sur 240 mètres pour une hauteur de 86 mètres sur 12 étages.

### Bâtiments similaires
- Gratte-ciel staliniens de Moscou
- Palais de la Culture et de la Science de Varsovie
- Palais de la Culture et de la Science de Riga
- Palais de la culture et de la science de Prague
- Palais du Peuple de Sofia
- Palais des Expositions de Shanghai